# Vorpolierer Schmuck- und Kleingeräteherstellung
Der Vorpolierer Schmuck- und Kleingeräteherstellung ist in Deutschland ein staatlich anerkannter Ausbildungsberuf nach Berufsbildungsgesetz (BBiG).

## Ausbildungsdauer und Struktur
Die Ausbildungsdauer zum Vorpolierer Schmuck- und Kleingeräteherstellung beträgt in der Regel zwei Jahre. Die Ausbildung erfolgt an den Lernorten Betrieb und Berufsschule.
Der Beruf existiert bereits vor dem Inkrafttreten des Berufbildungsgesetzes. Er wurde im Jahr 1940 anerkannt. Diese Berufe gelten nach § 108 Abs. 1 BBiG als Ausbildungsberufe im Sinne des § 25 BBiG, bis eine reguläre Ausbildungsordnung geschaffen wird.

## Arbeitsgebiet
Vorpolierer Schmuck- und Kleingeräteherstellung arbeiten hauptsächlich bei Herstellern von Schmuck, aber auch bei Juwelieren oder Silber- und Goldschmieden. Sie bereiten dort die Oberfläche von metallenen Oberflächen wie Armbanduhren, Armbänder oder Ringe für die anschließende Feinpolitur vor. Diese Arbeit können sie auch in der feinoptischen oder feinmechanischen Industrie ausüben. Sie nutzen Schleifmittel und -bürsten, verwenden Polierschleifen und können verschiedene chemische Metallbearbeitungsverfahren (Galvanisieren, Brünieren etc.) einsetzen.

## Berufsschule
In Deutschland existiert für diesen Beruf eine Berufsschule, die Goldschmiedeschule mit Uhrmacherschule in Pforzheim.

## Entwicklung
Die Ausbildungsvorschriften für den Beruf aus dem Jahr 1940 sind veraltet. Es fehlt eine Ausbildungsordnung mit detaillierten Inhalten sowie modernen Prüfungsanforderungen. Das Bundesinstitut für Berufsbildung hat daher im Jahr 2008 und 2009 diesen und weitere Berufe vor dem Inkrafttreten des Berufsbildungsgesetzes untersucht.
Das BiBB kommt in seiner Untersuchung zu dem Schluss, dass der Vorpolierer Schmuck- und Kleingeräteherstellung aufgehoben werden soll, da der Berufsbild vollständig im Feinpolierer enthalten sei und dort integriert werden kann. Langfristig werde an diesem Beruf kein Bedarf mehr gesehen.